# Lala Rukh
Lala Rukh (* 29. Juni 1948; † 7. Juli 2017) war eine prominente pakistanische Frauenrechts-Aktivistin und Künstlerin, die als Gründerin des Women’s Action Forum bekannt wurde.
Lala Rukhs künstlerische Arbeiten umfassen politische Collagen und Poster, zu meditativen, asketische Zeichnungen. Zitat Natasha Ginwala „Eine Tuschezeichnung mit dem Titel Hieroglyphics I: Koi ashiq kisi mehbooba se (1995) offenbart die Geheimsprache von Lala Rukh als eine Konstellation aus kalligrafischen Formen, Minimalismus und symbolischer Schrift.“
Ihre Werke wurden 2017 in der Ausstellung für zeitgenössische Kunst, der documenta 14, gezeigt.
Rukh starb am 7. Juli 2017 im Alter von 69 Jahren.